# Wagneriana uzaga
Wagneriana uzaga là một loài nhện trong họ Araneidae.
Loài này thuộc chi Wagneriana. Wagneriana uzaga được Herbert Walter Levi miêu tả năm 1991.